# Walter Lutwin

Wappen Walter Lutwins

Walter Lutwin war um 1330 Bürgermeister von Heilbronn.

## Leben
Das Geschlecht der Lutwin in Heilbronn wird in den Urkunden des Klosters Bebenhausen erstmals 1307 genannt. Das Wappen der Lutwin zeigt einen Schild, der gespalten ist und vorne einen Balken und hinten Wolkenfeh (eine heraldische Musterform) darstellt.
Der von 1328 bis 1331 erwähnte Walter Lutwin war einer der ersten Bürgermeister von Heilbronn, da dieses Amt 1314 erstmals geschaffen wurde. In der Amtszeit Lutwins hatte der Rat bereits die hohe Gerichtsbarkeit (Blutbann), die von König Ludwig dem Bayern 1322 an die Stadt verliehen worden war. Am 13. Juli 1329 verzichtete Walter Lutwin auf seine Ansprüche gegenüber dem Heilbronner Hof des Klosters Maulbronn. Ein Hans Lutwin, möglicherweise der Sohn Walter Lutwins, wird nach diesem ebenfalls als hoher städtischer Würdenträger (Richter) erwähnt.